# Parco nazionale Güeppí-Sekime
Il Parco nazionale Güeppí-Sekime (Parque Nacional Güeppí-Sekime) è un'area protetta situata nella foresta pluviale tropicale della Regione di Loreto, in Peru. Istituito nel 2012, copre una superficie di 2036,29 km² ed è parte di un ampio sistema di conservazione transfrontaliero lungo il Río Putumayo, che include anche il Parco nazionale La Paya in Colombia e la Riserva faunistica Cuyabeno in Ecuador.
Il clima è caldo e umido, con una temperatura media di 25,5 °C e precipitazioni comprese tra 2500 e 2800 mm. Il parco ospita 417 specie di uccelli, 97 di mammiferi, 48 di rettili, 45 di anfibi e 17 di pesci. Tra le specie in pericolo figurano il giaguaro (noto in Perù come otorongo), il formichiere gigante, l'armadillo gigante, la lontra sudamericana, il lamantino delle Amazzoni, il delfino rosa e la tartaruga di fiume amazzonica dalle macchie gialle.
La flora conta 627 specie vegetali, fra cui Aniba rosaedora, Parahancornia peruviana, Didymopanax morototoni e il kapok (Ceiba pentandra).